# Zadnja beseda!
Zadnja beseda! je bila televizijska pogovorna oddaja, ki je bila predvajana vsak ponedeljek in petek, ter kasneje v vsako soboto ob 17.25 na 1. programu Televizije Slovenija. V oddaji je 5 žensk z različnih vidikov komentiralo aktualne tematike z različnih področij, debate je moderirala Valentina Smej Novak.

## Format
Za okroglo mizo so se tedensko zbrale po 4 ženske, ki so z različnih vidikov komentirale aktualno dogajanje doma in po svetu. V vsaki oddaji se je pridružila tudi peta, gostujoča komentatorka.

### Komentatorke
- Valentina Smej Novak – kolumnistka, prevajalka, založnica, TV voditeljica
- Milena Miklavčič – pisateljica, novinarka, ljubiteljska zgodovinarka
- Katarina Kresal – pravnica, bivša političarka
- Polona Vetrih – gledališka in filmska igralka
- Jadranka Juras – pevka zabavne in klasične glasbe
- Vida Žabot – psihologinja, pisateljica, publicistka, nekdanja redovnica
- Vida Čadonič Špelič – veterinarka, političarka

## Zgodovina
Prva oddaja je bila predvajana v ponedeljek, 25. februarja 2019. Na sporedu je bila vsak ponedeljek in petek, ob sobotah pa so bili predvajani izbori najboljših izjav tedna.
Po dveh letih predvajanja je bila Zadnja beseda ukinjena, saj je novo vodstvo RTV Slovenija v sredini leta 2021 napovedalo širše programske spremembe. Zadnja oddaja je bila na sporedu v soboto, 18. decembra 2021.

## Predvajanje
| Sezona | Sezona | Epizode | Začetek sezone     | Konec sezone      |
| ------ | ------ | ------- | ------------------ | ----------------- |
|        | 1      | 23      | 25. februar 2019   | 17. maj 2019      |
|        | 2      | 29      | 27. september 2019 | 31. december 2020 |
|        | 3      | 11      | 3. februar 2020    | 9. marec 2020     |
|        | 4      | 17      | 5. september 2020  | 27. december 2020 |
|        | 5      | 15      | 16. januar 2021    | 24. april 2021    |
|        | 6      | 14      | 18. september 2021 | 18. december 2021 |

Oddaje "Zadnja beseda – izbor" vsebujejo ponovitve delov oddaj, zato v štetje niso vključene.